# André Brie
André Brie (Schwerin, 1950. március 13. –) német politikus, szerző és író. 1999 és 2009 közt európai parlamenti képviselő volt.